# 主神教
主神教，是一个在中国境内活动的教派，其建立的秘密结社政权被称为主神国，由安徽省霍邱县人刘家国在邪教被立王基础上创立。1998年，主神教被中华人民共和国政府宣布为邪教组织，并加以取缔。

## 历史

### 兴起
“主神教”教主刘家国于1965年6月28日出生于安徽省霍邱县牌坊乡，1989年加入被立王组织，教名“怜悯”。
1991年，刘家国被吴扬明派往湖南湘潭、湘乡发展信徒。
1993年刘家国脱离“被立王”组织，自称“主神”，建立了“主神教”。
1995年，“被立王”被宣布为邪教，遭到取缔，教主吴扬明因犯强奸罪被判处死刑。此后，刘家国趁机收编原“被立王”的组织，从湖南向外发展。
1996年4月，“主神”刘家国在湖南衡山县、衡东县的两个会场召开“主神国第一次全国代表大会”。刘家国在会上宣布该组织的机构和人员，并对购买枪支、进行武装暴动等问题进行了讨论。最后提出的目标是采取“农村包围城市”的战略，推翻当今社会的“人的国”，建立以“主神”为首的“神的国”。

### 取缔
1998年初，中华人民共和国政府决定打击“主神教”。
1998年6月11日，刘家国在云南曲靖被捕，1999年10月被判处死刑，10月12日被处决。同时，从犯朱爱清（女）被判处有期徒刑17年，剥夺政治权利3年，并处罚金1万元。
中华人民共和国政府将“主神教”的罪行归纳为三个方面：
1. 企图推翻中华人民共和国政府，建立“神的国”；
2. 散布所谓“1999年地球末日”的预言，大肆诈骗信徒财产；
3. 奸污女信徒。

### 现状

#### 历任教主
1. 刘家国（1993-1998）
2. 张影明（1999-？）(已死)
3. 莫武隆（？-今）(正在服刑)

## 组织结构

### 刘家国去世前
刘家国去世前，“主神教”共分8个等级，除“主神”刘家国外，还有“在上主”(6人)、“四活物”(4人)、“七天使”(7人)、“省权柄”、“县权柄”、“同工”以及一般信徒。其中“在上主”和“天使”都是“主神”赐封给“蒙召”过后的女性。

### 刘家国去世后
张影明和莫武隆将“天使”“在上主”两个级别去掉了。